# 大林德费尔德
大林德费尔德是德国巴登-符腾堡州的一个市镇。总面积56.28平方公里，总人口4040人，其中男性2045人，女性1995人（2011年12月31日），人口密度72人/平方公里。